# Rivière Bazin
Rivière Bazin är ett vattendrag i Kanada.   Det ligger i provinsen Québec, i den sydöstra delen av landet, 230 km norr om huvudstaden Ottawa.
I omgivningarna runt Rivière Bazin växer i huvudsak blandskog. Trakten runt Rivière Bazin är nära nog obefolkad, med mindre än två invånare per kvadratkilometer.